# Marmaggiho aféra

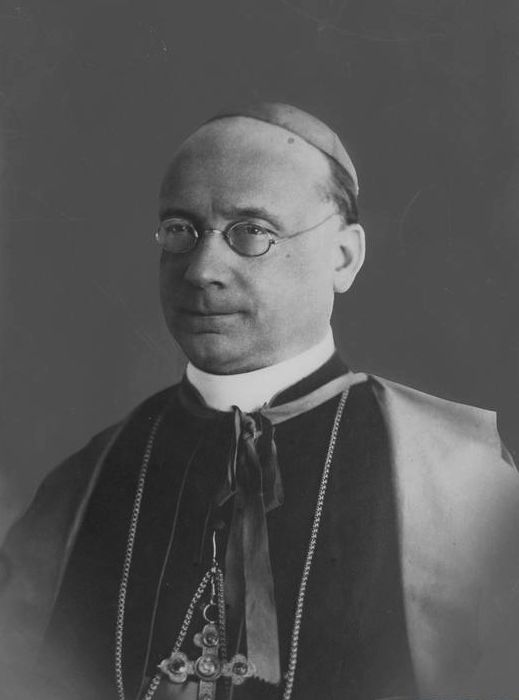
Francesco Marmaggi

Marmaggiho aféra je označení pro diplomatický konflikt, který se rozhořel mezi Československou republikou a představiteli Vatikánu ve druhé polovině dvacátých let 20. století v souvislosti s oslavou památky Jana Husa.
Duchovní představitelé zastupující Papežský stolec v nedávno vzniklé Československé republice se snažili zasahovat do oslav památky Jana Husa v červenci roku 1925. Snahy zasáhnout do příprav a průběhu těchto oslav byly razantně odmítnuty československou vládou. Československý lid v čele s politickou reprezentací si s velkou slávou připomínal jednu z největších postav své historie. Nejenže se v rámci oslav kladly věnce k sochám Jana Husa, ale aktivně se jich účastnily všechny významné osobnosti politického života v čele s T. G. Masarykem. Prezident byl natolik dojat proslovem, který přednesl Ferdinand Hrejsa, profesor Husovy teologické fakulty, i ohlasem přihlížejících občanů, že namísto státní vlajky nechal na Hradě vyvěsit husitský prapor. Tento čin byl katolickou veřejností pochopen jako provokace a největšího odsouzení se mu dostalo právě v oficiálních vatikánských kruzích. Vatikán se cítil hluboce uražen, a rozhodl se proto odvolat svého zástupce z Prahy. Tímto odvolaným náměstkem byl papežský nuncius Francesco Marmaggi (1876–1949).

## Zákon o svátcích a památných dnech
V prvních měsících roku 1925 se chystalo přijetí nového zákona o svátcích a památných dnech. Tento zákon byl velmi bedlivě sledován katolickou církví, neboť mělo dojít ke zrušení stávajícího svátku svatého Jana Nepomuckého a místo něho měly být ustanoveny svátky nové – svátek Cyrila a Metoděje a památný den Jana Husa. Přes četné názorové rozpory mezi členy vlády byl tento zákon nakonec dne 21. března 1925 přijat. Největší protesty pak souvisely s ustanovením právě památného dne Jana Husa. „Nuncius Francesco Marmaggi prohlásil, že zrušení svátku sv. Jana Nepomuckého a zavedení Husova dne znamená pro Vatikán casus belli.“ Vatikánu ale nezbylo nic jiného, než se s rozhodnutím československé vlády smířit.

## Odvolání papežského nuncia
S blížícím se datem oslav se rozpory mezi Vatikánem a Československem stále stupňovaly. Neúnosné míry dosáhly v červnu roku 1925. Nad samotnými oslavami totiž přijal patronát sám prezident T. G. Masaryk a k účasti byli nabádáni i nejvýznamnější členové vlády. Tyto aktivity se již pro Vatikán staly neakceptovatelné. Vatikánský státní tajemník Pierre Gasparri informoval československého vyslance ve Vatikánu dr. Václava Palliera o tom, že za této situace bude z Prahy odvolán papežský nuncius. Po této zprávě se v Praze odehrálo několik osobních schůzek mezi Edvardem Benešem a Francescem Marmaggim, při nichž se československý ministr zahraničí snažil rozpory urovnat. Ze strany papežského nuncia se však Edvard Beneš dočkal pouze zamítavého stanoviska.
Římská kurie, ústy papežského nuncia, zdůvodnila svůj postoj tak, že ve zmíněných oslavách spatřovala protikatolické manifestace a na znamení protestu za urážku nejen jí, ale také všech katolíků, opustí apoštolský nuncius Marmaggi Prahu. Tímto tedy byla vyvolána oficiální roztržka mezi Československem a Vatikánem, která sledovala dva cíle. Za prvé: Vatikán se snažil upevnit své pozice uvnitř republiky. Za druhé: Československo bylo jediným evropským státem, který neuzavřel smlouvu s Vatikánem.
Ministr zahraničí obdržel dne 7. července 1925 vyjádření papežského nuncia o tom, že již opustil Prahu a některé záležitosti spojené s výkonem apoštolské nunciatury bude vykonávat Mons. Arata ze své hodnosti chargé d'affaires. Naopak z příkazu ministra Beneše se do Prahy měl co nejdříve vrátit dr. Václav Pallier. Další zájmy republiky měl ve Vatikánu na starosti československý chargé d'affaires JUDr. Eduard Jelen. Na nastalou situaci musela reagovat i vláda, která dne 18. července vydala stanovisko, ve kterém byl schválen dosavadní postup ministra zahraničí s doporučením, aby se předešlo dalšímu vyhrocení roztržky, ale aby nadále bylo zachováno výlučné právo Československa rozhodovat o státních svátcích, což musí Vatikán akceptovat. Situace mezi Československem a Vatikánem se ani při oslavách o rok později nezlepšila. Obrat ve vzájemných vztazích nastal až v říjnu 1926, kdy byla jmenována nová vláda v čele s Antonínem Švehlou. Nové personální obsazení ve vládě do jisté míry vyhovovalo i Svatému stolci. K rozhodnému kroku na cestě k usmíření se odhodlal Edvard Beneš, který na počátku roku 1927 vyhotovil dokument, jenž shrnoval všechny dosud nevyřešené otázky mezi státem a církví.

## Modus vivendi
Na základě několikaměsíčních jednání mezi československým zástupcem a delegátem papeže došlo dne 17. prosince 1927 k podpisu dohody, která řešila některé církevně-politické otázky v Československu. Vláda pak tuto úmluvu tzv. modus vivendi přijala dne 20. ledna 1928 a do Prahy se vrátil papežský nuncius.